# Фернандес де Кордоба, Луис Антонио
Луис Антонио Фернандес де Кордоба (исп. Luis Antonio Fernández de Córdoba; 22 января 1696, Монтилья, королевство Испания — 26 марта 1771, Толедо, королевство Испания) — испанский кардинал. Архиепископ Толедо и примас Испании с 4 августа 1755 по 26 марта 1771. Кардинал-священник с 18 декабря 1754.